# Simon Episcopius

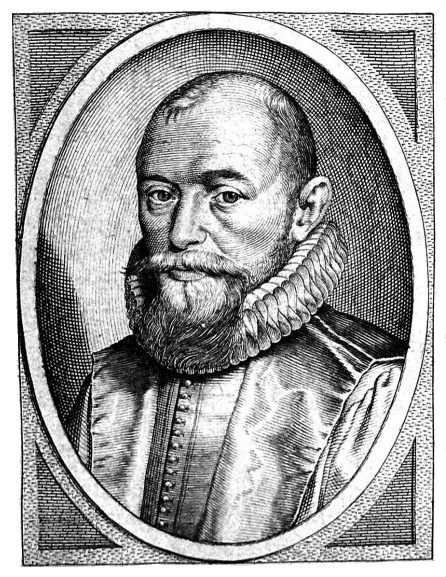
Simon Episcopius.

Simon Episcopius (Amsterdam, 8 de gener de 1583 - ibíd., 4 d'abril de 1643) va ser un teòleg protestant holandès.

## Arminià
En 1600 es va matricular a la Universitat de Leiden, on va estudiar Teologia sota la direcció de Jacobus Arminius. En 1610, quan els arminians van presentar el famós manifest de cinc punts, Remonstrance, ell va arribar a ser pastor a Bleyswick, una petita població prop de Rotterdam. A l'any següent va defensar la causa dels remonstrants en la conferència de La Haia.

## Controvèrsia i desterrament
En 1612 va succeir el calvinista Franciscus Gomarus com a professor de Teologia de Leiden (Gomarus havia dimitit com a protesta per l'entrada d'un altre arminià –Konrad Vorstius– a la facultat en substitució del mateix Arminius), la qual cosa va causar la protesta dels gomaristes, alarmats per la influència que guanyaven els arminians. La controvèrsia es va entrellaçar fortament amb els conflictes polítics entre els monàrquics, recolzats pels gomaristes, i els republicans, recolzats pels arminians. La polèmica va culminar amb la convocatòria al Sínode de Dort en 1618.
Episcopius va ser escollit com a portaveu pels tretze representants arminians que acudirien al sínode, però aquest va refusar escoltar-lo quan no es va sotmetre a l'ordre de discussió, que li imposava en primer lloc presentar els textos bíblics que sustentaven la seva opinió. Episcopius i els altres dotze representants arminians van ser destituïts de tots els càrrecs i desterrats del país.
Episcopius es va retirar a Anvers i després a França, arrelant-se a París i Rouen; va dedicar el temps a escriure en defensa de les tesis arminianes. En intentar el jesuïta Luke Wadding guanyar-lo per al catolicisme, es va involucrar en una controvèrsia amb ell. En (1625) després de la mort del Stadhouder Maurici de Nassau, va cessar la persecució contra els arminians a Holanda, i Episcopius va poder tornar a la seva pàtria en 1626. Llavors va ser nomenat pastor de la congregació arminiana de Rotterdam i després designat rector del seminari arminià (Remonstrant College) a Amsterdam, on va morir.

## Valoració
Episcopius pot ser considerat en gran part com el fundador de l'arminianisme, ja que va sistematitzar i va divulgar els estudis i les opinions de Jacobus Arminius. A més de controvertir les doctrines peculiars del calvinisme, com la doble predestinació, Episcopius va emfatitzar en el fet que el cristianisme implica més un canvi veritable en el cor, la mentalitat i la vida personal que un sistema intel·lectual de creences i dogmes. Va oposar al formalisme intel·lectual la vida de fe.

## Obres
Les principals obres de Episcopius van ser Confessio declaratio sententiae pastorum gui in foederato Beiglo Remonstrantes vocantur super praecipuis artscuf is religionis Christianae (1621); Apologia per confessione (1629); Verus theologus remonstrans; i les inacabades Institutiones theologicae.